# George Clinton (muzyk)
George Edward Clinton (ur. 22 lipca 1941 w Kannapolis) – amerykański muzyk funkowy (klawiszowiec, wokalista, piosenkarz, autor tekstów, producent muzyczny). Prekursor gatunku muzyki funkowej – P-Funk. Założyciel grup Parliament i Funkadelic, artysta solowy od 1981. Został nazwany najwybitniejszym prekursorem muzyki funkowej, razem z Jamesem Brownem i Sly Stone'em. Został członkiem Rock and Roll Hall of Fame, po wprowadzeniu w 1997, razem z 15 innymi członkami grup Parliament i Funkadelic.

## Dyskografia

### Albumy solowe
- 1982 Computer Games
- 1985 Some of My Best Jokes Are Friends
- 1986 R&B Skeletons in the Closet
- 1989 The Cinderella Theory
- 1993 Hey Man, Smell My Finger
- 1996 T.A.P.O.A.F.O.M.
- 2005 How Late Do U Have 2BB4UR Absent?
- 2008 George Clinton and His Gangsters of Love

### Albumy koncertowe
- 1986 The Mothership Connection – Live from HoustonHouston
- 1990 Live at the Beverly Theater
- 2004 500,000 Kilowatts of P-Funk Power (Live)
- 2006 Take It To The Stage (Live)

### Minialbumy
- 1988 Atomic Clinton! (EP)
- 1990 Atomic Dog (EP)